# 范增似海梅介
范增似海梅介（学名：Parahermanites fantzengi）为半花介科似海梅介屬下的一个种。